# Lommoye
Lommoye és un municipi francès, situat al departament d'Yvelines i a la regió de Illa de França. L'any 2007 tenia 606 habitants.
Forma part del cantó de Bonnières-sur-Seine, del districte de Mantes-la-Jolie i de la Comunitat de comunes Les Portes de l'Île-de-France.

## Demografia

### Població
El 2007 la població de fet de Lommoye era de 606 persones. Hi havia 206 famílies, de les quals 28 eren unipersonals (16 homes vivint sols i 12 dones vivint soles), 61 parelles sense fills, 105 parelles amb fills i 12 famílies monoparentals amb fills.
La població ha evolucionat segons el següent gràfic:
Habitants censats

### Habitatges
El 2007 hi havia 261 habitatges, 210 eren l'habitatge principal de la família, 31 eren segones residències i 19 estaven desocupats. 259 eren cases i 1 era un apartament. Dels 210 habitatges principals, 197 estaven ocupats pels seus propietaris, 10 estaven llogats i ocupats pels llogaters i 3 estaven cedits a títol gratuït; 1 tenia una cambra, 7 en tenien dues, 15 en tenien tres, 53 en tenien quatre i 134 en tenien cinc o més. 169 habitatges disposaven pel capbaix d'una plaça de pàrquing. A 63 habitatges hi havia un automòbil i a 138 n'hi havia dos o més.

### Piràmide de població
La piràmide de població per edats i sexe el 2009 era:
| Homes | Edats   | Dones |
| ----- | ------- | ----- |
| 0     | 95 o +  | 0     |
| 4     | 90 a 94 | 0     |
| 4     | 85 a 89 | 4     |
| 12    | 80 a 84 | 8     |
| 8     | 75 a 79 | 12    |
| 4     | 70 a 74 | 0     |
| 0     | 65 a 69 | 8     |
| 20    | 60 a 64 | 8     |
| 8     | 55 a 59 | 16    |
| 12    | 50 a 54 | 20    |
| 36    | 45 a 49 | 24    |
| 24    | 40 a 44 | 24    |
| 24    | 35 a 39 | 12    |
| 20    | 30 a 34 | 36    |
| 0     | 25 a 29 | 4     |
| 24    | 20 a 24 | 12    |
| 32    | 15 a 19 | 8     |
| 28    | 10 a 14 | 8     |
| 48    | 5 a 9   | 8     |
| 12    | 0 a 4   | 16    |

## Economia
El 2007 la població en edat de treballar era de 395 persones, 320 eren actives i 75 eren inactives. De les 320 persones actives 300 estaven ocupades (168 homes i 132 dones) i 20 estaven aturades (8 homes i 12 dones). De les 75 persones inactives 17 estaven jubilades, 33 estaven estudiant i 25 estaven classificades com a «altres inactius».

### Ingressos
El 2009 a Lommoye hi havia 220 unitats fiscals que integraven 640,5 persones, la mediana anual d'ingressos fiscals per persona era de 22.188 €.

### Activitats econòmiques
Dels 19 establiments que hi havia el 2007, 1 era d'una empresa extractiva, 5 d'empreses de construcció, 3 d'empreses de comerç i reparació d'automòbils, 1 d'una empresa d'hostatgeria i restauració, 7 d'empreses de serveis, 1 d'una entitat de l'administració pública i 1 d'una empresa classificada com a «altres activitats de serveis».
Dels 6 establiments de servei als particulars que hi havia el 2009, 1 era un paleta, 1 guixaire pintor, 1 lampisteria, 2 empreses de construcció i 1 perruqueria.
L'any 2000 a Lommoye hi havia 11 explotacions agrícoles que ocupaven un total de 535 hectàrees.

## Equipaments sanitaris i escolars
El 2009 hi havia una escola elemental integrada dins d'un grup escolar amb les comunes properes formant una escola dispersa.

## Poblacions més properes
El següent diagrama mostra les poblacions més properes.